# Constantin Meunier
Pour les articles homonymes, voir Meunier.
Constantin Meunier, né à Etterbeek (Belgique) le 12 avril 1831 et mort à Ixelles (Belgique) le 4 avril 1905, est un peintre et sculpteur réaliste belge, réputé pour sa vision du monde ouvrier.
Il est le père du peintre et graveur Charles Meunier (1864–1894), le frère du graveur et dessinateur Jean-Baptiste Meunier (1821-1900), ainsi que l'oncle de l'affichiste Henri Meunier (1873–1922). Il est le beau-frère d'Auguste Danse, graveur.

## Biographie

### Famille
Constantin Émile Meunier, né à Etterbeek le 12 avril 1831, est le second fils et le cinquième des six enfants de Simon Louis Meunier (1789-1835), percepteur des contributions et de Marie Catherine - dite Charlotte - Tilmont (1789-1868). Tandis que Constantin n'a que quatre ans, son père se donne la mort. Sa veuve, sans ressources, s'installe avec les siens au Petit Sablon. Dans un immeuble qu'elle possède, elle ouvre un magasin de modes et loue des chambres à des artistes, dont le peintre Théodore Fourmois et surtout le graveur italien Luigi Calamatta qui conseille artistiquement Constantin, attiré par de dessin.
En 1862, Constantin Meunier épouse Léocadie Gorneaux, pianiste originaire de Perpignan (1832-1906). Le couple a cinq enfants, dont l'aîné Paul, né en 1863, meurt peu après sa naissance. Ensuite, naissent Charles (1864-1894), artiste peintre, Charlotte (1866-1942), Georges (1868-1894) et Jeanne (1871-1929).

### Formation
Après son entrée à l'athénée, il s'avère que Constantin Meunier préfère les arts aux études générales. Il suit de bonne heure des cours de dessin dispensés par son frère Jean-Baptiste Meunier, de dix ans son aîné. En septembre 1845, à l'instar de son frère Jean-Baptiste qui y avait suivi des cours de gravure, il commence ses études à l'Académie royale des beaux-arts de Bruxelles, où, à partir de 1848, il suit les cours du sculpteur néo-classique Louis Jehotte. Il expose pour la première fois au Salon de Bruxelles de 1851 une esquisse en plâtre intitulée La Guirlande. Il fréquente également, dès 1852, l'atelier privé de Charles-Auguste Fraikin.
En dernière année d'études, il découvre la peinture et devient l'élève de François-Joseph Navez. En outre, il visite souvent l'atelier libre de Saint-Luc, où il rencontre un certain nombre de jeunes artistes rejetant l'éducation académique très développée et son enrégimentement et recherchant une voie artistique indépendante, comme Charles de Groux, pionnier de la peinture réaliste, avec qui Constant Meunier devient ami. En 1854, après neuf années passées à l'Académie, Constant Meunier quitte l'institution et poursuit son parcours en s'investissant, sur les conseils de Charles de Groux, dans la peinture.

### Carrière

#### Entre peinture religieuse, scènes de genre et portraits
Au Salon de Bruxelles de 1857, Constantin Meunier expose Les Sœurs de charité. En 1859, lors d'un séjour dans un monastère trappiste de Westmalle, il bénéficie de commandes d'œuvres qui lui permettent de gagner sa vie. Il est donc d’abord peintre de scènes historiques et religieuses, telles que Salle de l'hôpital Saint-Roch (1857), ou Funérailles d'un Trappiste qu'il expose au Salon de Bruxelles de 1860, et où ses figures de moines sont jugées d'un bon caractère, peintes avec sentiment, mais d'un ton un peu lourd. Au Salon de Bruxelles de 1863, en collaboration avec Alfred Verwée, il présente des Trappistes laboureurs.
En 1868, Constantin Meunier rejoint, dès sa fondation, la Société libre des beaux-arts créée par des artistes en réaction à l'académisme et favorable l'avancée réaliste dans la peinture. En 1869, il devient membre de la Société internationale des aquafortistes fondée à Bruxelles par Félicien Rops. Après la mort de Charles de Groux, advenue en 1870, Constantin Meunier se consacre de nouveau à la peinture d'histoire, aux portraits et même à quelques scènes de genre.

#### Peinture et sculpture du monde industriel

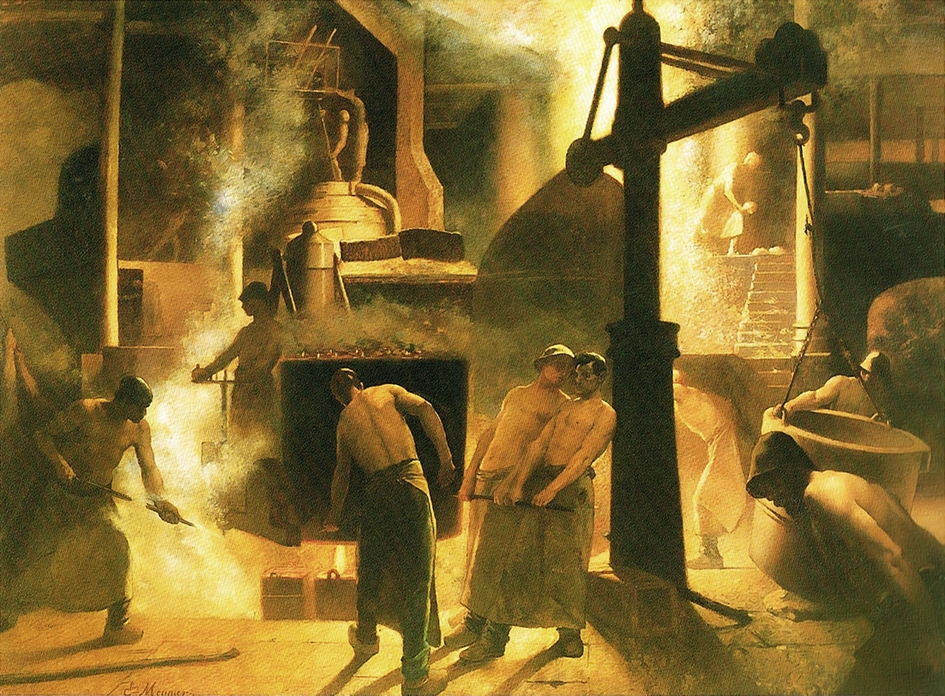
La Coulée à Ougrée (vers 1885-1890), Liège, musée des Beaux-Arts.

Constantin Meunier est profondément marqué par deux visites au sein de régions industrielles belges. En 1878, à Herstal dans le bassin houiller liégeois, puis en 1880, en compagnie de son ami l’écrivain Camille Lemonnier, dans le Borinage, bassin minier en province de Hainaut.

Constantin Meunier exprime son ressenti : 

« Puis le hasard me mène dans le pays noir, le pays industriel. Je suis frappé par cette beauté tragique et farouche. Je sens en moi comme une révélation d’une œuvre de vie à créer. Une immense pitié me prend. »

En cette époque où la Belgique est profondément transformée par l'industrialisation sidérurgique et par l’essor des organisations syndicales, politiques et coopératives ouvrières, Constantin Meunier s’attache à représenter le monde du travail. Camille Lemonnier lui demande, ainsi qu'à d'autres artistes, comme Xavier Mellery ou Fernand Khnopff, d'illustrer un ouvrage intitulé La Belgique édité en 1888, où Constantin Meunier publie dix dessins. représentant les régions qu'il connaît : Plate-forme d'un charbonnage, Coin de village borain, Un atelier de femmes à la verrerie du Val-Saint-Lambert, La coulée d'acier aux établissements Cockerill à Seraing, ou encore L'intérieur de l'église Notre-Dame de Pamele.

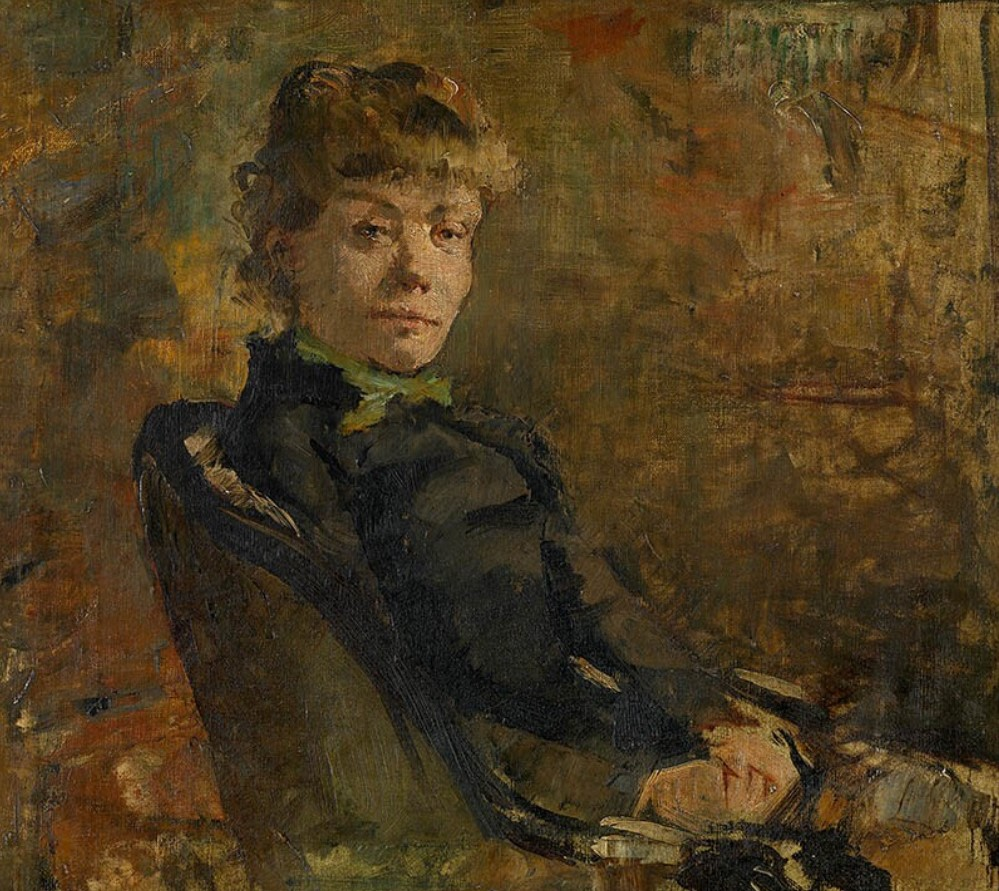
Madame Constantin Meunier, 1882
par Théo Van Rysselberghe
Musée royal des Beaux-Arts d'Anvers

Constantin Meunier devient l'un des maîtres d’un art réaliste et social qui se rapproche du naturalisme. Il contribue à donner un visage à l’ouvrier et participe à la description des nouvelles réalités engendrées par l'essor industriel. Il s'en fait l’interprète au travers de sa peinture sombre et dramatique, puis — à partir du milieu des années 1880 — de ses bronzes aux traits anguleux.
C'est au retour d'un séjour de six mois en Espagne, d'octobre 1882 à avril 1883 en compagnie de son fils Charles, Théo van Rysselberghe et Darío de Regoyos, que la sculpture occupe une place de plus en plus grande dans son œuvre. Envoyé à Séville par le gouvernement belge pour y réaliser une copie d'une Descente de croix de Pedro de Campaña (1503–1580), il en ramène aussi quelques toiles plus personnelles dont La Fabrique de tabacs à Séville (musées royaux des Beaux-Arts de Belgique). Mais paradoxalement, l'Andalousie brûlée de soleil semble l'avoir plus que tout confirmé dans son profond désir de consacrer son art au travail ouvrier et à son emprise sur la matière — ce que la sculpture exprime parfaitement.
Ses œuvres permettent aussi d'appréhender l'évolution industrielle qui s'est opérée dans le pays. Au XIXe siècle, les Anglais ont formé des travailleurs de la sidérurgie dans toute l’Europe, et ce après l'introduction des forges dites à l'anglaise, employant des fours à puddler. La figure du puddleur est récurrente dans sa production. De la même manière, le peintre français Ignace-François Bonhommé s'intéresse à la représentation de ces travailleurs.
Constantin Meunier fut également le maître de la sculptrice belge Louise Ochsé née Mayer (1884-1944), femme du poète et écrivain Julien Ochsé. Le sculpteur lui enseigne ainsi les bases de la sculpture et lui conseille de se tenir à l'écart de l'enseignement académique.

#### Reconnaissance
Une lettre de Vincent van Gogh à son frère Théo écrite en 1889 à Saint-Rémy-de-Provence parle de lui d'une manière extrêmement flatteuse : « Cher Théo, Dans toutes ses œuvres, Meunier est de loin supérieur à moi. À Bruxelles, j'ai vu ses peintures à une exposition. En fait, il est le seul de tous les artistes belges à m'avoir fortement touché. Il a peint les métallos du Borinage et leur cortège en route pour la mine ou les usines. Ses œuvres se distinguent nettement, tant par la couleur que par le traitement. Il a peint toutes ces choses que j'ai toujours rêvé de pouvoir réaliser… ».
Pour Constantin Meunier, 1894 est une année éprouvante : il perd successivement ses deux fils. Au début de l'année, Georges, aspirant de marine à bord d'un steamer anglais meurt de la fièvre jaune en rade de Rio de Janeiro à l'âge de 25 ans. Le 20 mars, Charles, peintre et aquafortiste, meurt à Louvain des suites d'une phtisie pulmonaire, s'étant volontairement mis à l'eau pour sauver les dessins de son père pris dans une inondation.
En 1899, il est élu membre de la Classe des beaux-arts de l'Académie royale des sciences, des lettres et des beaux-arts de Belgique. Il est également membre correspondant de l'Institut de France et des Académie de Berlin, de Dresde, de Munich, de Suède et de Norvège.
Durant les dernières années de sa vie, il exécute les sculptures destinées au Monument au Travail. Projet qui ne sera érigé à Laeken qu'après sa mort.
Auguste Rodin dit de lui : « Constantin Meunier est un homme admirable. Il a la grandeur de Millet. C'est un des plus grands artistes du siècle. » Meunier est d'ailleurs membre de l'International Society of Sculptors, Painters and Gravers que dirige Rodin.
Un fonds de ses œuvres est conservé à Ixelles au musée Constantin-Meunier aménagé dans l’atelier de l’artiste. Ses bronzes ornent des places et les parcs de Belgique et d'Europe.
Franc-maçon, il est membre de la loge Les Amis philanthropes du Grand Orient de Belgique.
Constantin Meunier meurt chez lui, rue de l'Abbaye no 59 à Ixelles le 4 avril 1905, à l'âge de 74 ans. Trois jours plus tard, après une cérémonie religieuse à l'église Sainte-Croix d'Ixelles, il est inhumé solennellement au cimetière d'Ixelles en présence de nombreuses personnalités issues des sphères artistiques et politiques.

## Œuvre
Sculptures

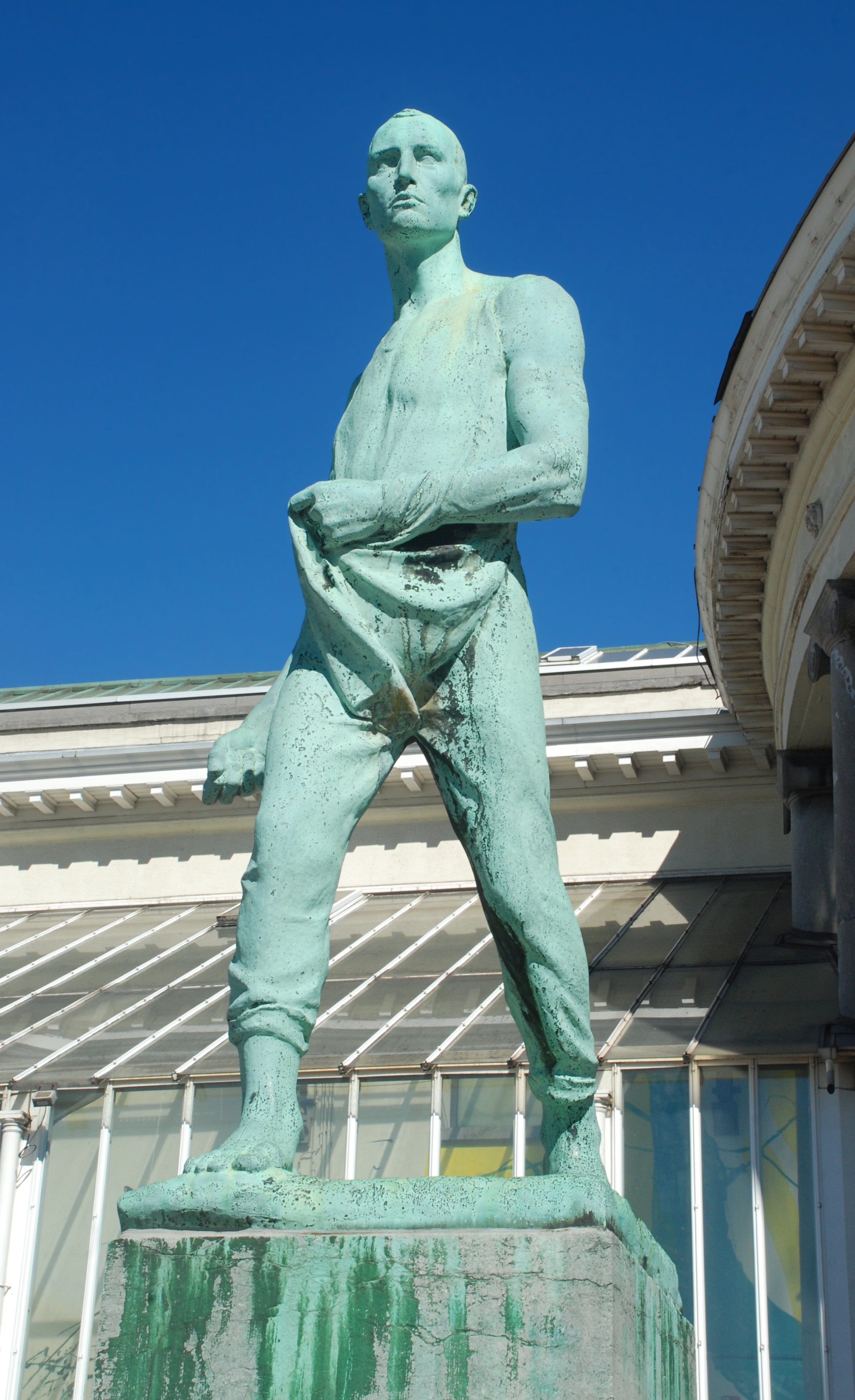
L'Automne ou Le Semeur, au Jardin botanique de Bruxelles.

- Anvers, Musée royal des beaux-arts
  - Le Marteleur, bronze
- Anvers, Musée Middelheim
  - Le Semeur, 1896, bronze, 233 × 94 cm[22]
- Arlon, Musée Gaspar-Collection de l'Institut Archéologique du Luxembourg :
  - Ouvrier se rendant à l'usine, relief 17X22 cm, plâtre patine bronze[23].
- Charleroi, Musée des Beaux-Arts de Charleroi :
  - Le Mineur accroupi[24]
  - Le Forgeron au repos
  - Le Puddleur, Bronze, 37 × 20 25cm[25]
  - pont Roi-Baudouin :
- Bruxelles
  - jardin botanique :
    - Le Semeur, ou L'Automne ;
    - L'Été, ou Le Moissonneur.

  - Laeken : Monument au Travail, 1930.
  - square Constantin Meunier.
  - parc du Cinquantenaire.
- Denain, Denain, musée d'archéologie et d'histoire locale
  - Mineur de profil ou Plaquette Tayman, 1904, bas relief en bronze
  - Mineur à la veine, 1892, haut-relief en bronze
  - Mineur à la hache, 1901, bronze
  - Hiercheuse, 1888, bronze
- Paris :
  - musée d'Orsay :
    - La Glèbe, 1892, bronze ;
    - Puddleurs au four, 1893, bronze ;
    - L'Homme qui boit, 1890, bronze ;
    - Débardeur du port d'Anvers, 1885, bronze ;
    - Débardeur, 1905, bronze ;
    - L'Industrie, 1892-1896, relief en bronze ;
    - La Moisson, 1895, relief en bronze.

## Galerie

Sculptures de Constantin Meunier
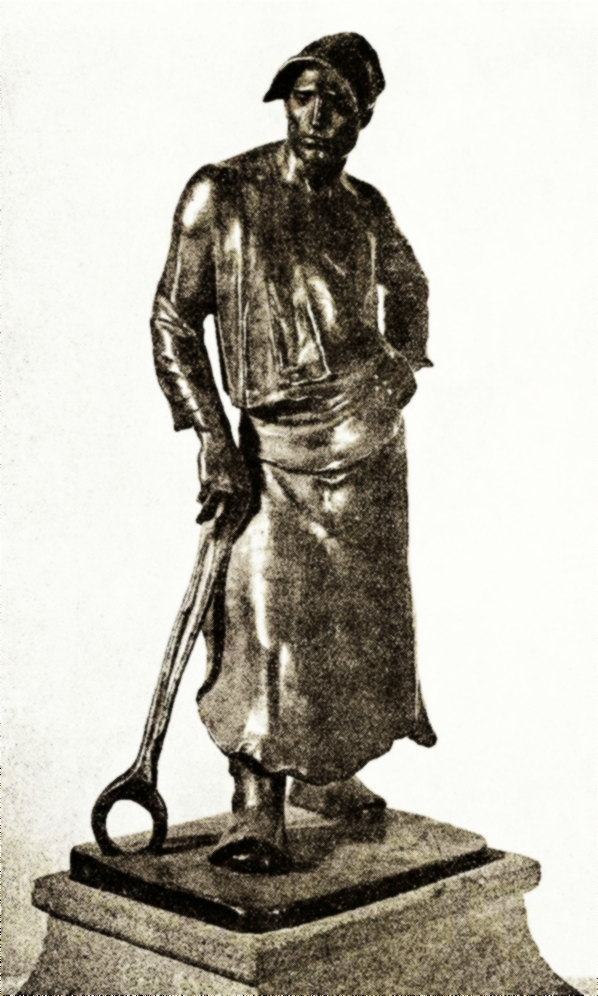
Le Marteleur (1886), musée national de Varsovie.
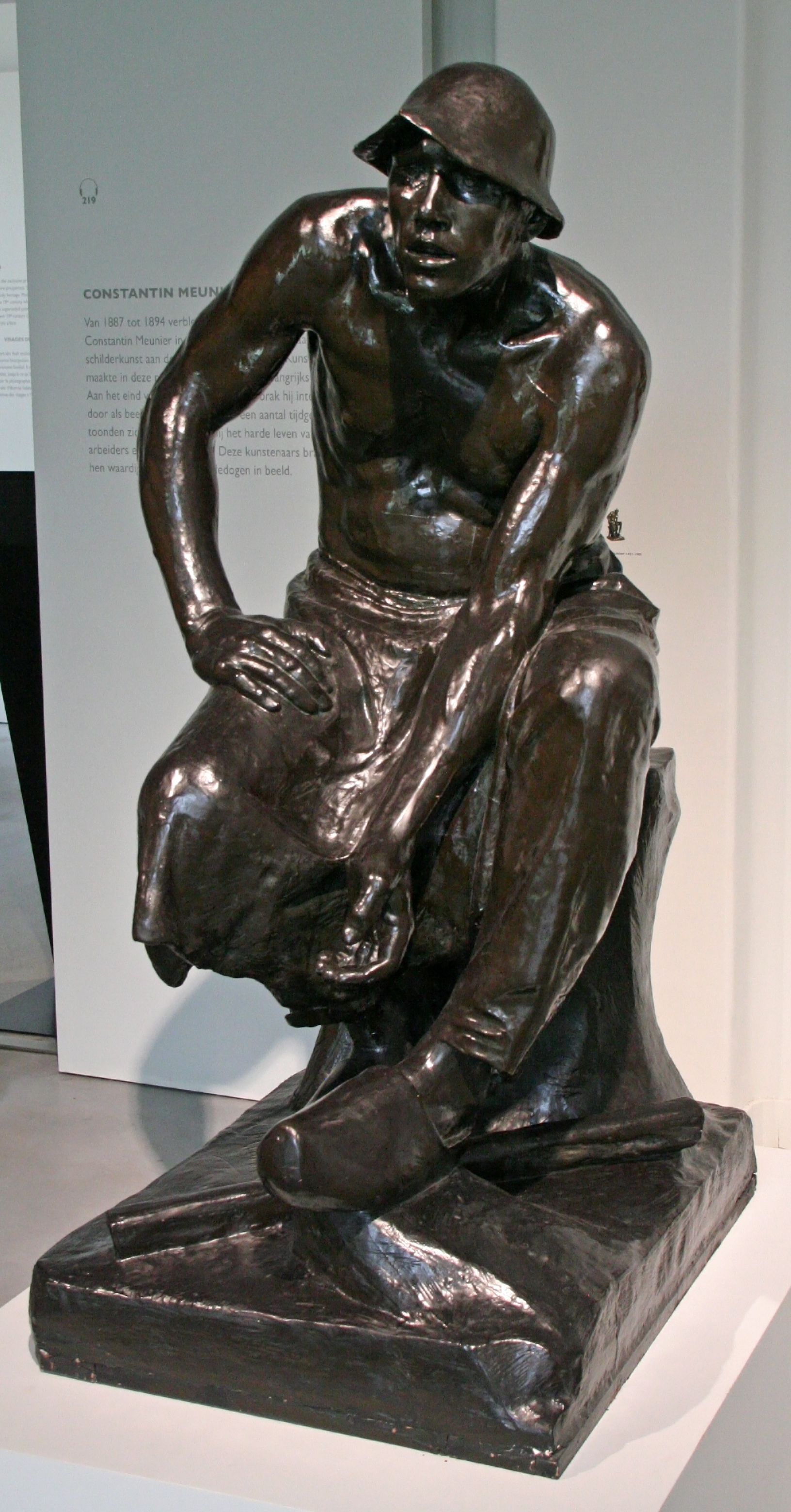
Le Puddleur au repos (1886), Louvain, musée M.
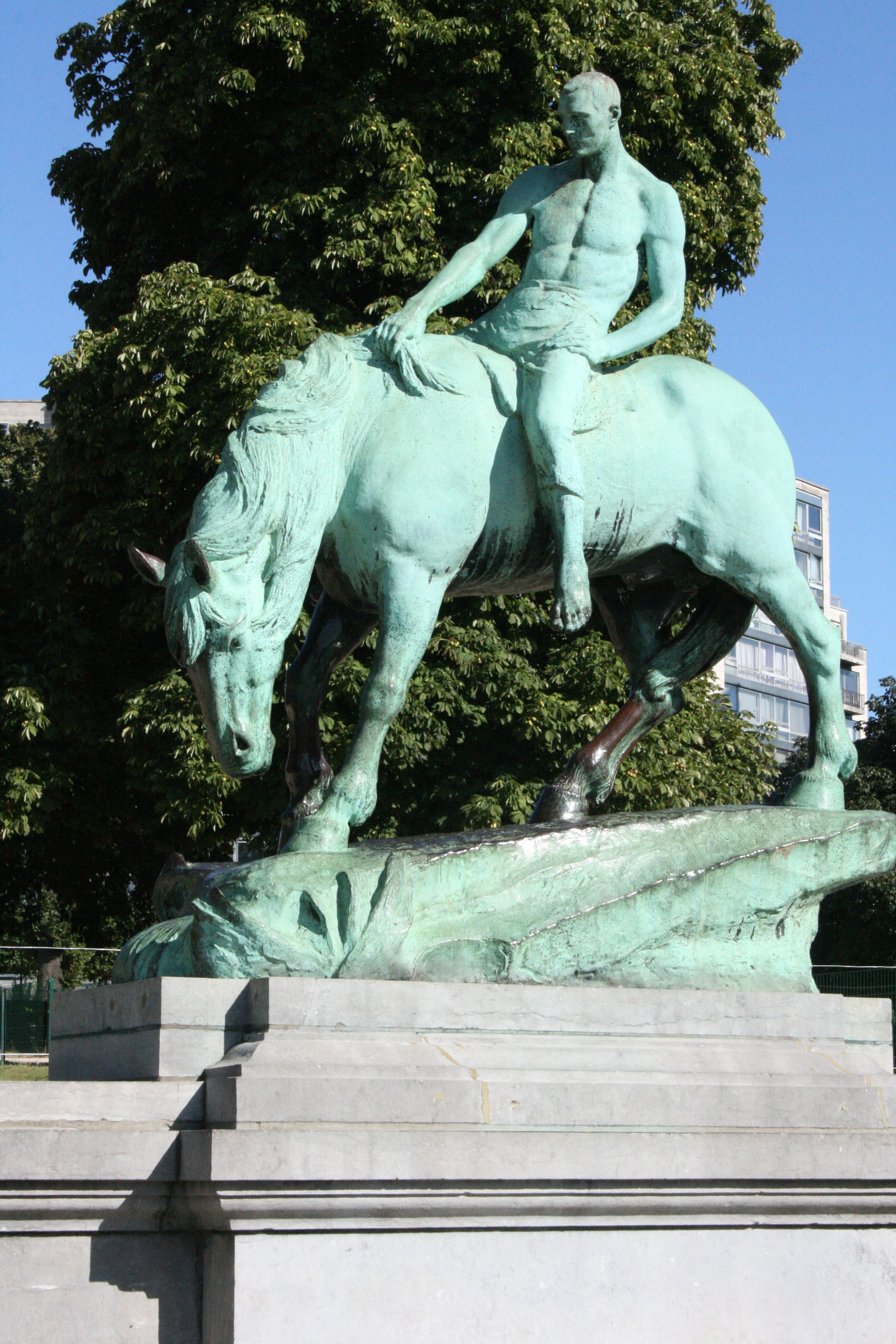
Cheval à l'abreuvoir (1899), Bruxelles, square Ambiorix.
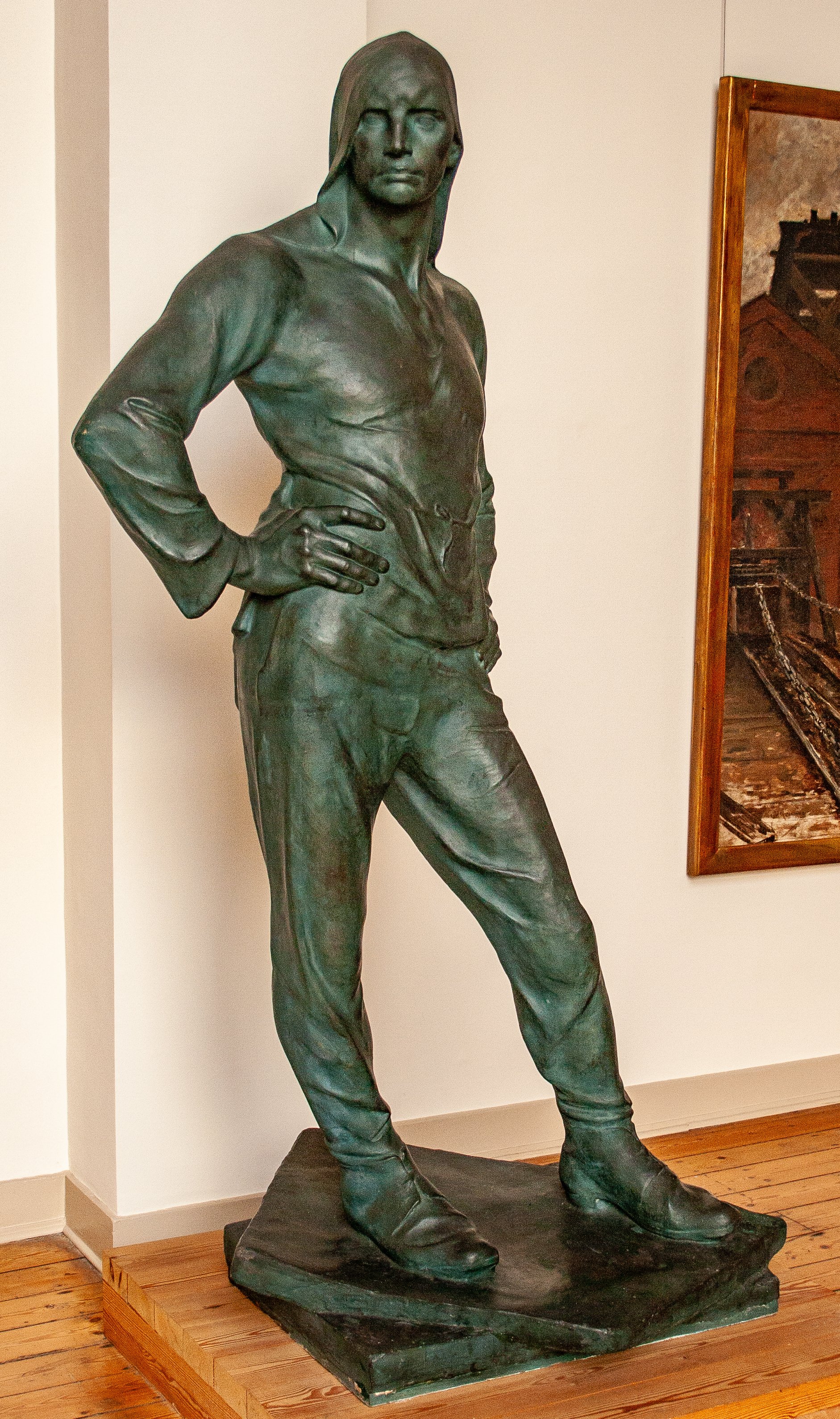
Le Débardeur, 1893 - Musée Meunier Bruxelles
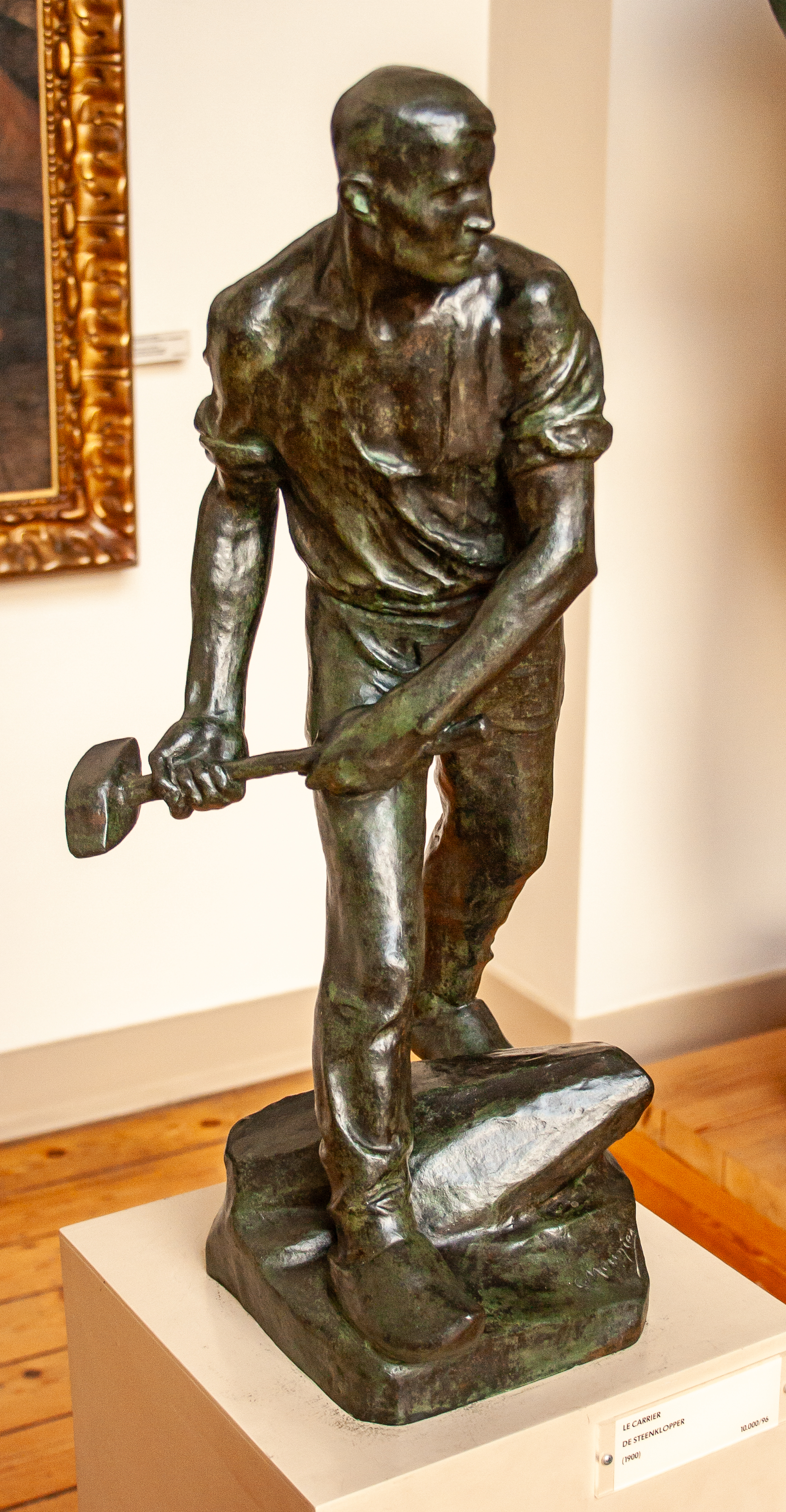
Le Carrier, 1900 -  Musée Meunier Bruxelles
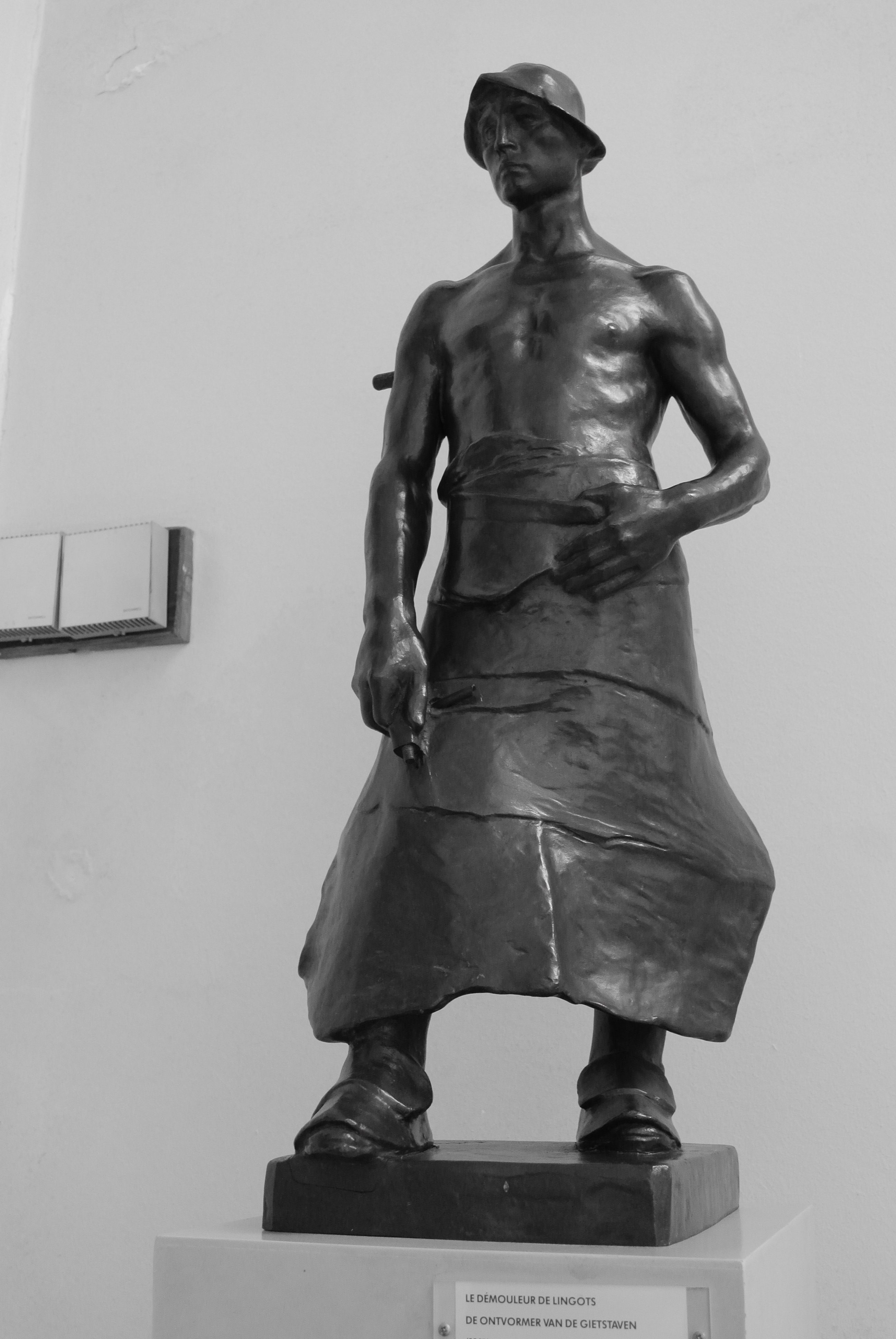
Le Lamineur, 1901 - Musée Meunier Bruxelles

Peintures de Constantin Meunier
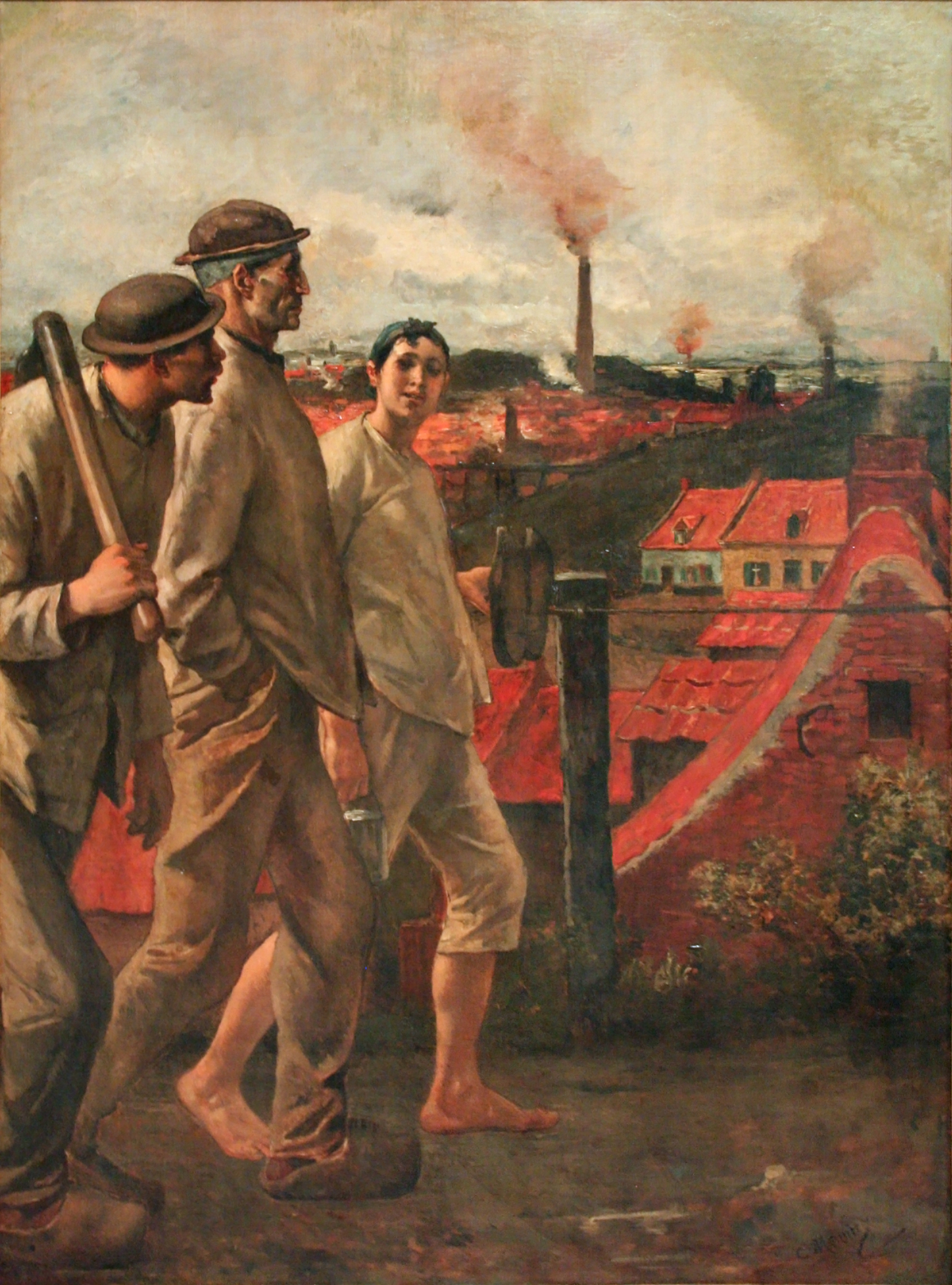
Le Retour de la mine, Louvain, musée M.
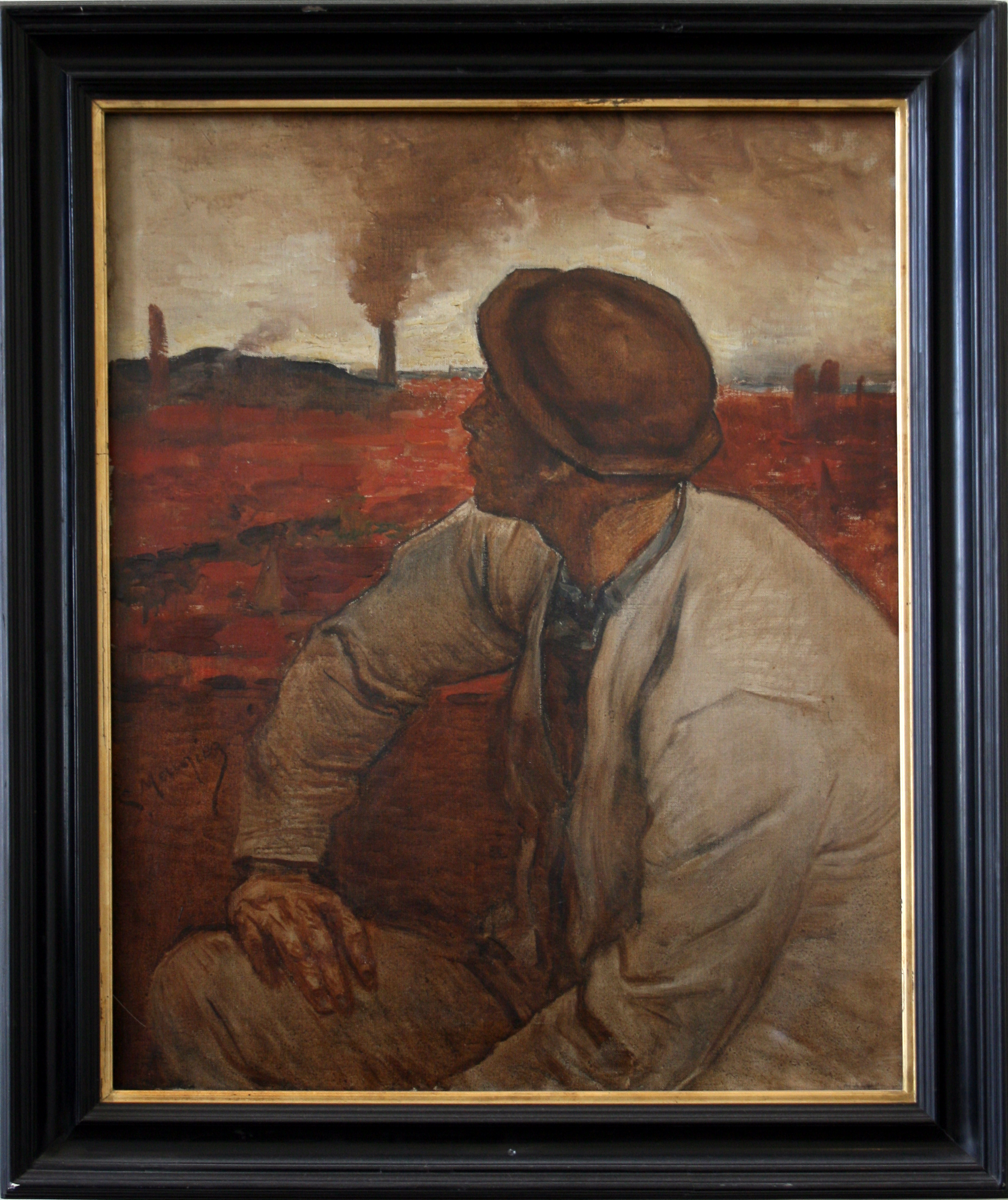
Mineur devant la mine, Paris, musée Rodin.
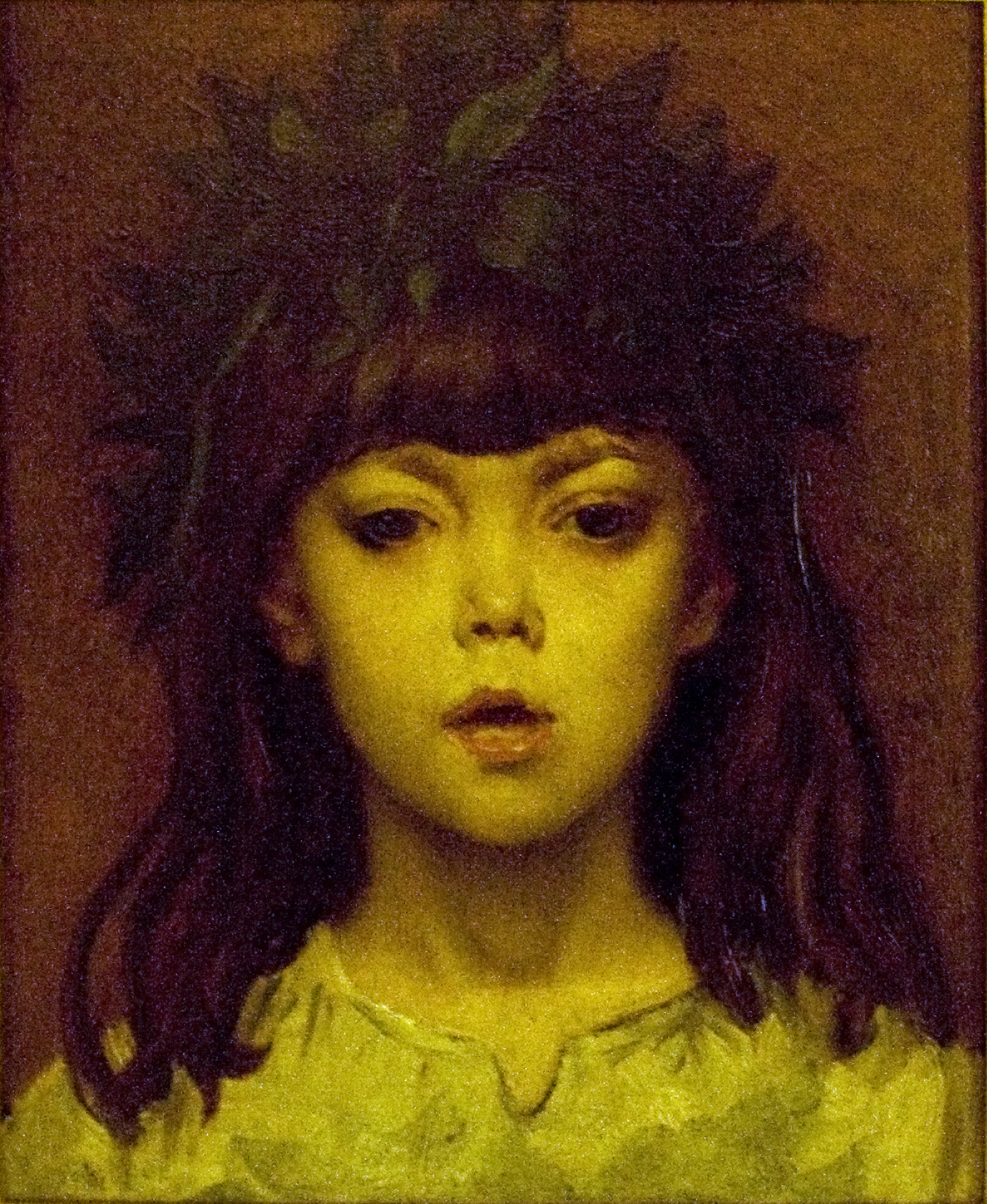
Enfant couronné de lauriers, Bruxelles, musée Meunier.
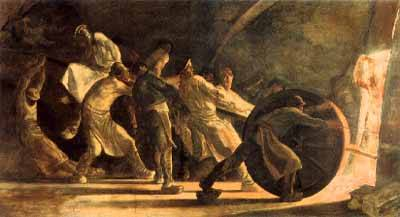
Le Creuset brisé (1884), Bruxelles, musée Meunier.

## Hommages

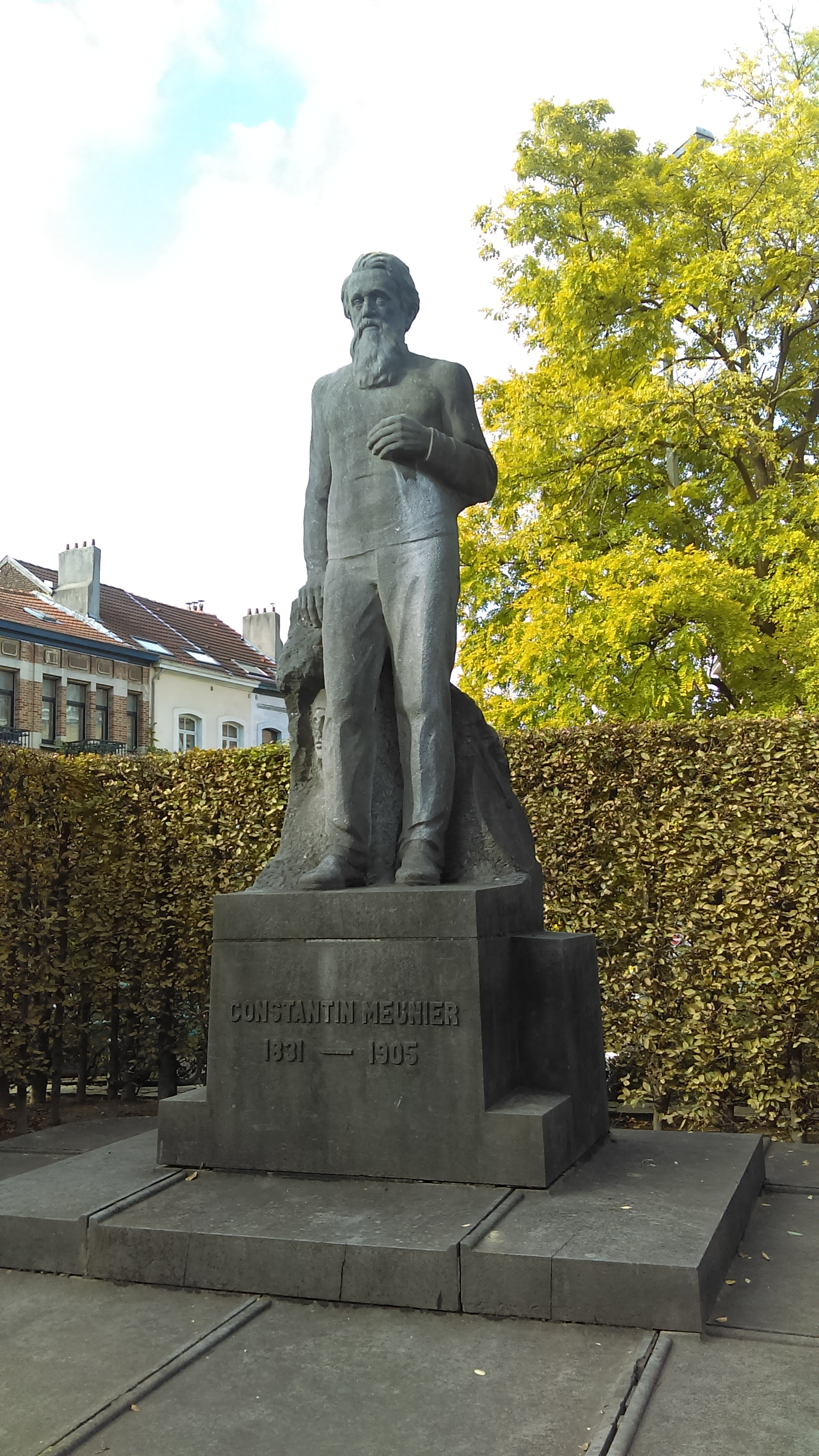
Edmond de Valériola, Monument à Constantin Meunier (1931), Etterbeek, place des Acacias.

- Monument à Constantin Meunier, œuvre d'Edmond de Valériola à Etterbeek ;
- (10079) Meunier, astéroïde ;
- Billet de 500 francs à son effigie émis par la Banque Nationale de Belgique.

## Distinctions
- Chevalier de l'ordre de Léopold (18 novembre 1875)[26].
- Officier de l'ordre de Léopold (16 janvier 1892)[27].
- Officier de l'ordre d'Orange-Nassau (14 décembre 1898).
- Officier de la Légion d'honneur (en février 1901)[28].
- Officier de l'ordre des Saints-Maurice-et-Lazare